# Zastenice
Zastenice est une localité de Croatie située dans la municipalité de Čavle, comitat de Primorje-Gorski Kotar. En 2001, la localité comptait 363 habitants.

## Démographie
| 1948 | 1953 | 1961 | 1971 | 1981 | 1991 | 2001 |
| ---- | ---- | ---- | ---- | ---- | ---- | ---- |
| 382  | 337  | 367  | 378  | 362  | 374  | 363  |